# Charlotte Bischoff
Marie Martha Charlotte Bischoff (* 5. Oktober 1901 in Schöneberg als Charlotte Wielepp; † 4. November 1994 in Berlin) war eine deutsche Kommunistin und Widerstandskämpferin gegen den Nationalsozialismus. 

## Leben
Wielepp wurde in der Wohnung ihrer Eltern in der Apostel-Paulus-Straße 13 geboren. Ihr Vater war Alfred Wielepp (1878–1948), der vor dem Ersten Weltkrieg verantwortlicher Redakteur des Vorwärts war. Ihre Mutter war Martha Albertine geb. Stawitzky. Nach dem Besuch einer Handelsschule arbeitete Charlotte Wielepp von 1915 bis 1930 als Kontoristin und Stenotypistin in Halle, Hamburg und Berlin. In den Jahren ab 1918 war sie Mitglied der Freien Sozialistischen Jugend und des Kommunistischen Jugendverbands Deutschlands, 1923 trat sie der KPD bei. Im selben Jahr heiratete sie Fritz Bischoff, ein Gründungsmitglied der KPD, der damals als kaufmännischer Angestellter in der sowjetischen Handelsvertretung arbeitete. Seit 1930 war Charlotte Bischoff Stenotypistin und Sachbearbeiterin in der preußischen Landtagsfraktion und im Zentralkomitee der KPD.
Nach der Machtübernahme der Nationalsozialisten arbeitete Bischoff zunächst für die Abteilung Information der illegalen KPD. Im Dezember 1933 ging sie mit ihrer Tochter Renate (1924–2018) nach Moskau, wo sie bis 1937 für die Abteilung Internationale Verbindungen der Kommunistischen Internationale tätig war, was Reisen ins Ausland (Dänemark und Niederlande) einschloss. Ihr Mann wurde 1934 von den Nationalsozialisten verhaftet, zu einer achtjährigen Zuchthausstrafe verurteilt und später in die KZs Sachsenhausen und Neuengamme verbracht; er wurde schließlich am 3. Mai 1945 von der SS erschossen, als er sich von der Cap Arcona zu retten versuchte. 
1938 beantragte sie, illegale Arbeit in Deutschland ausüben zu dürfen, und wurde zunächst nach Stockholm geschickt, wo sich die „Abschnittsleitung Nord“ der KPD befand. Sie wurde dort Anfang 1939 als Illegale verhaftet und mit Ausweisung nach Deutschland bedroht, bald aber wieder freigelassen. Das Deutsche Reich entzog ihr daraufhin die deutsche Staatsangehörigkeit. Bischoff betreute nunmehr für die Internationale Rote Hilfe emigrierte deutsche Kommunisten, sammelte Geld und diskutierte mit gewerkschaftlich organisierten schwedischen Bauarbeitern auf Baustellen. 
1941 gelang es ihr im Auftrag der Auslandsleitung der KPD, die damals von Herbert Wehner vertreten wurde, mit einem Frachtschiff illegal nach Deutschland einzureisen – die Fahrt dauerte vom 29. Juni bis Ende Juli. Charlotte Bischoff arbeitete in Berlin mit verschiedenen Widerstandsgruppen zusammen, insbesondere mit solchen im Umkreis der Roten Kapelle, etwa mit den Personen um Kurt und Elisabeth Schumacher, mit der Gruppe um Wilhelm Knöchel sowie mit den Gruppen der Operativen Leitung der KPD in Deutschland um die Zeitschrift Die Innere Front und um Anton Saefkow, Bernhard Bästlein und Robert Uhrig. An Kontaktleute dieser Gruppen übergab sie u. a. aus Schweden mitgebrachte „Mikromaterialien“. Sie gehörte zu den wenigen Mitgliedern dieser Widerstandsgruppen, die der Verhaftung entgehen konnten, und blieb unerkannt bis zum Kriegsende in Berlin. Auf die Tätigkeit von Charlotte Bischoff, Otto Grabowski und Ernst Sieber geht es maßgeblich zurück, dass auch nach der Festnahme zahlreicher anderer Widerstandskämpfer „Die Innere Front“ weiterhin produziert und verteilt werden konnte.
Nach dem Krieg übte Bischoff verschiedene Tätigkeiten im Freien Deutschen Gewerkschaftsbund der DDR aus und wurde Mitglied der SED. Ende September 1950 wurde sie als Nachfolgerin von Martha Arendsee Vorsitzende der Versicherungsanstalt Berlin. Nach Auseinandersetzungen innerhalb des FDGB arbeitete sie in den folgenden Jahren für die „Sozialhilfe Groß-Berlin“, eine in ganz Berlin tätige, der SED nahestehende Wohlfahrtsorganisation. Ab 1957 war sie ehrenamtliche freie Mitarbeiterin am Institut für Marxismus-Leninismus beim ZK der SED. Dort war sie an der Erarbeitung einer DDR-offiziellen „Geschichte der deutschen Arbeiterbewegung“ beteiligt; ihr Name taucht in diesem Band wiederholt als „Beauftragte des ZK“ auf. Bischoffs für diese Arbeit erstellte Aufzeichnungen und gesammelte Dokumente sind zu DDR-Zeiten unveröffentlicht geblieben – wie Eva-Maria Siegel vermutet, weil sie „diverse Richtigstellungen zur offiziösen Geschichtsideologie“ enthalten, insbesondere was die Rolle von Karl Mewis angeht.
Mit 90 Jahren trat Charlotte Bischoff der PDS bei.

## Auszeichnungen
- 1961 Vaterländischer Verdienstorden in Silber und 1981 in Gold
- 1969 Orden Banner der Arbeit
- 1970 Orden des Vaterländischen Krieges der UdSSR (2. Grades)

## Würdigung
Peter Weiss hat die Widerstandstätigkeit von Charlotte Bischoff im Exil und in Deutschland in seinem Roman Die Ästhetik des Widerstands umfassend beschrieben. Insbesondere im dritten Band des Romans, der von den Kreisen um die Rote Kapelle erzählt, ist sie die zentrale Protagonistin. Weiss stützte sich dabei auf Gespräche mit Bischoff im Jahre 1972 sowie auf einen Briefwechsel mit ihr in den Jahren 1974 bis 1976.